# بازارهای هفتگی گیلان

عرضه نان برنجی در چهارشنبه بازار لنگرود.

بازارهای محلی گیلان که از آن به نام بازارهای هفتگی گیلان نیز نام برده می‌شود، به‌طور منظم و مستمر از دیر باز با تنوع محصولات کشاورزی، صنعتی و با توجه به فصول مختلف سال در شهرهای بزرگ و کوچک و حتی روستاهای بزرگ و مهم گیلان برپا می‌شود.
بازارهای هفتگی گیلان، پابرجاترین نوع بازارهای دوره‌ای است که در ایران مشاهده می‌شود. این بازارها بخشی از یک سنت قدیمی هستند. قدمت آن تا حدی است که در سال 1698 Père de la Maze به «سه شنبه بازار مشهور کسکر» (مرکز خانات گسکر که بعدها ویران شد) اشاره می‌کند که «جمعیت شگفت‌انگیزی» را به صد مغازهٔ پیرامون یک کاروانسرا در کنار اقامتگاه خان مشرف به کرانهٔ مجاور رود، به خود جذب می‌کند. فریزر از بازارهای تولو بازار (تولم)، کیشماه (کسما) و طره گورام (طاهر گوراب) که هنوز وجود دارند، دیدن کرد و متوجه شد که «تولو بازار یکی از اماکن متعددی در گیلان است که در آن بازارها در یک روز خاص در هفته برگزار شده و دهقانان روستاهای مجاور را به خود جذب می‌کنند. در روزهای دیگر، فقط آلونک‌های خالی را می‌توان در آنجا دید.» اجناس بازارها به روایت ملگونف و نیم قرن بعدتر توسط رابینو نشان دهندهٔ شبکه‌ای از بازارهاست که اندکی از امروز متراکم تر بوده است. شمار محل‌های بازارها بین ۱۹۱۵ و ۱۹۷۳ از ۴۷ به ۳۶ کاهش یافت. این جاگیری موقعیتی کمتر احتمالاً نشان دهندهٔ امکانات حمل و نقل بهتر و تأثیر فزایندهٔ مراکز بازرگانی دائمی شهرهای اصلی است. در واقع، دیگر در دو شهر اصلی گیلان یعنی رشت و لاهیجان دیگر بازارهای هفتگی برگزار نمی‌شوند، ولی هنوز در همهٔ شهرهای دیگر حضور دارند و اگر چندین بازار از بخش جنوبی دلتای سفیدرود ناپدید شده‌اند، در فومنات و در کنار ساحل تالش، بازارهای جدیدی ایجاد شده‌اند نظیر هندخاله، نوخاله و زیدا در اواخر دههٔ ۱۹۶۰ که ثابت می‌کند این نهاد اقتصادی و اجتماعی حیاتی است. بازارهای گیلانی هفته‌ای یک بار برگزار می‌شوند، در متراکم‌ترین بخش دلتای مرکزی دو هفته یک بار. پراکندگی روزهای بازار در سراسر هفته باعث توسعهٔ چرخه‌های بازار با هماهنگی زمانی نزدیک می‌شود. زمین مربعی بازار همه جا با ردیفهای مغازه‌های دائمی احاطه شده است، ولی این‌ها که در کنار بازرگانان متحرک قرار دارند در روزهای بازار به اوج فعالیت خود می‌رسند. این‌ها عموماً گیلک و نیز در غرب گیلان تالش و ترک خلخالند. بازار گیلانی جدا از عملکرد اقتصادی نقش‌های بسیار مهم اجتماعی دارد که در حیاتی بودنش نقش مهمی ایفا می‌کند: دهقانان در این بازارها شرکت می‌کنند نه فقط برای این که اجناس را خرید و فروش کنند بلکه برای این که اطلاعات مبادله کنند، خویشان یا دوستان را ببینند، دنبال همسر بگردند، شارلاتان‌ها را تماشا کنند یا صرفاً از محیط سرزندهٔ بازار لذت ببرند.

## برنامهٔ بازارهای هفتگی گیلان
این برنامه به مروز زمان شکل گرفته و در مناطق همجوار سعی بر آن بوده که تداخل زمانی بوجود نیاید. در مناطق معدودی، این بازارها در بیش از یکروزِ هفته برگزار می‌شود:
شنبه بازار
اطاقور، بازکیاگوراب، بندرانزلی، بندر پیربازار، پاشاکی‌پشل، تجن‌گوکه، جورشر، دهشال (آستانه اشرفیه)، رانکوه، شبخوس‌لات، شیخعلی‌کلایه، گوراب‌پس (فومن)، لسکوکلایه، لشت نشا، لفمجان، لنگرود، لولمان، ماسال، ناورود.
یکشنبه بازار
اسالم ، چوبر ، خلیف‌آباد (تالش)، خمام، دستک (آستانه اشرفیه)، رودسر، صومعه‌سرا، کوچصفهان، گشت‌رودخان (فومن)، لولمان، منجیل.
دوشنبه بازار
آستانه اشرفیه، خشکبیجار، رحیم‌آباد، سنگر، سیاهکل، شفت، شلمان، ضیابر، کپورچال، کومله، گوراب زرمیخ، هندخاله، لیسار.
سه‌شنبه بازار
اباتر، املش، پره‌سر، پاشاکی، دهکا و چهارده (آستانه)، دیلمان، رودبنه، جورشر، چهارده، فتیده، فومن، لفمجان، لشت نشا، لوشان
چهارشنبه بازار
آقا سیدشریف، تازه‌آباد (سیاهکل)، خرارود(سیاهکل)، پونل، جیرده، چابکسر، چوکام، حسن‌رود، حویق، خشک نودهان، رستم‌آباد، رضوانشهر، رودبنه، زیده و نودهان (فومن)، شیخ‌محله، کسما، کوچصفهان، کیاشهر، لنگرود، لولمان، نصیرمحله، واجارگاه و بندر کیاشهر
پنج‌شنبه بازار
آستانه اشرفیه، اطاقور، تالش، تولم‌شهر، خشکبیجار، رودبار، زیباکنار، سیاه‌رودآلیان، سیاهکل، شاقاجی، شاندرمن، طاهر گوراب، کلاچای، نوخاله (صومعه‌سرا).
جمعه بازار
لنگرود، خیابان آزادگان رشت (بین میدان پل عراق تا میدان فرهنگ)